# درون‌ریپ
درون‌ریپ (به هلندی: Dronrijp) یک روستا در هلند است که در منامرادیل واقع شده‌است. درون‌ریپ ۳٬۲۸۱ نفر جمعیت دارد.